# (12445) Sirataka
(12445) Sirataka (1996 HE2) – planetoida z pasa głównego asteroid okrążająca Słońce w ciągu 5,49 lat w średniej odległości 3,11 j.a. Odkryta 24 kwietnia 1996 roku.